# Ото фон Бикенбах
Ото фон Бикенбах (на немски: Otto (Othon) von Bickenbach; * пр. 1245; † между 22 февруари и декември 1307) е благородник от Бикенбах и господар на Алсбах в Хесен, Германия.

## Произход
Той е син на Готфрид I фон Бикенбах († 1245) и съпругата му Агнес фон Даун († 1254), дъщеря на вилдграф Конрад II фон Даун († сл. 1263) и Гизела фон Саарбрюкен († сл. 1265). Внук е на Дамо фон Бикенбах († сл. 1187). Брат е на Конрад II фон Бикенбах 'Минезингер' цу Клингенберг († 1272), Марквард фон Бикенбах († 1288), абат на Фулда, и на духовниците Готфрид († сл. 1285) и Улрих († 1303), Аделхайд († сл. 1292), абатиса на Химелтал, и на Анна фон Бикенбах († 1255), омъжена за шенк Еберхард III фон Ербах († 1269).

## Фамилия
Ото фон Бикенбах се жени за Анна фон Епщайн (1254 – 1279), дъщеря на Герхард III фон Епщайн († 1252) и Елизабет фон Насау († сл. 1295), дъщеря на граф Хайнрих II „Богатия“ фон Насау и графиня Мехтилд фон Гелдерн-Цутфен. Те имат децата:
- Улрих I фон Бикенбах (* пр. 1300; † 30 октомври 1339), господар на Бикенбах, женен ок. 1303 г. за четвъртата му братовчедка графиня Елизабет фон Изенбург-Лимбург († ок. 27 октомври 1351)
- Аделхайд фон Бикенбах (* пр. 1292; † сл. 1304)

Той има син от друга връзка:
- Конрад фон Бикенбах (* 1297; † 2 юли 1298), господар на Алсбах, убит в битката при Гьолхайм